# Гилипп
Гилипп — спартанский военачальник, известный своей победой над афинянами на Сицилии, сын Клеандрида.
Родился в семье знатного спартанца Клеандрида. Около 446 года до н. э. Клеандрид был избран эфором и отправлен сопровождать спартанскую армию в Аттику против афинян. Так как царь Плистоанакт, номинально командовавший армией, был ещё юн, фактически спартанцами командовал Клеандрид. Узнав об этом, Перикл подкупил его, чтобы спартанцы ушли из Аттики. На родине отца Гилиппа приговорили к смертной казни, и он бежал в Фурии.
В 415 году до н. э. Гилипп был послан в Сицилию на помощь сиракузянам, осаждаемым афинянами. Возглавив оборону Сиракуз, Гилипп в 413 году до н.э. принудил афинян к капитуляции, что привело к краху всей их сицилийской экспедиции. 
В конце Пелопоннесской войны Гилипп был уличён в краже огромной суммы в 300 талантов и был вынужден уйти, подобно отцу, в изгнание. В Спарте был заочно приговорён к смерти.